# 白惠蓮
白惠蓮（：／ Baek Hye-ryun，1967年2月17日—），大韓民國自由派政治人物，第20至21屆國會議員。